# A Camp
A Camp – solowy projekt Niny Persson, wokalistki zespołu The Cardigans. Powstał on podczas przerwy zespołu The Cardigans po kilku latach koncertowania. 
Debiutancki album A Camp wydany w 2001 roku, a nazwany został po prostu A Camp. Po ośmiu latach, 28 stycznia 2009 roku (w Szwecji) ukazał się drugi album zespołu - Colonia. Utworem promującym płytę jest Stronger Than Jesus.